# NGC 5186
NGC 5186 este o galaxie spirală situată în constelația Fecioara. A fost descoperită în 29 iunie 1883 de către Ernst Hartwig. Se află la o distanță de 193,5 de megaparseci de Pământ.